# Naela Chohan
Naela Chohan (en ourdou : نائلہ چوہان, orthographe alternative Naila Chohan), née le 6 mai 1958 à Rawalpindi, au Pakistan, est une diplomate et artiste pakistanaise. Diplomate chevronnée, elle est successivement à la tête de huit missions diplomatiques pakistanaises sur les cinq continents,.

## Biographie

### Formation
Naela Chohan est titulaire d'une maîtrise en relations internationales de l'université Quaid-e-Azam (1982), et d'un doctorat en relations internationales du Centre d'études diplomatiques et stratégiques de Paris (2002). Elle reçoit également une formation à l'École nationale supérieure des Beaux-Arts et à l'École du Louvre à Paris en 2001. Elle a suivi un cursus au sein de la Kennedy School of Government de l'université Harvard (2006).
Polyglotte, elle maîtrise sept langues : l'anglais, le français, le bengali, le pendjabi, l'ourdou, le persan (appris à l'âge de 35 ans), et l'espagnol (appris à l'âge de 51 ans).

### Carrière
Elle commence sa carrière diplomatique au bureau chinois du ministère pakistanais des Affaires étrangères. Elle y soutient activement une alliance entre le Pakistan et la Chine,. Elle compte parmi les rares femmes à occuper des postes à responsabilité au sein du ministère. Elle est ainsi la première femme diplomate d'un pays étranger à être reçue à Téhéran[Quand ?] par le gouvernement iranien depuis la révolution de 1979. L'hebdomadaire canadien de politique étrangère Embassy Magazine la décrit en janvier 2008 comme « légère dans la stature et douce dans le discours ».
Elle devient secrétaire pour le Moyen-Orient et l'Afrique à l'ambassade du Pakistan au Canada, puis membre de la délégation du Pakistan à la 41e Assemblée générale des Nations Unies (1987) et à la 42e Assemblée (1988). Elle devient ensuite ambassadrice du Pakistan en Iran (1989-1993) et en Malaisie (1997-2001),. De 2009 à 2013, elle est ambassadrice du Pakistan en Argentine.
En avril 2014, elle devient secrétaire des Affaires étrangères au ministère pakistanais des Affaires étrangères ; elle est la première femme à occuper ce poste. 
Le 29 octobre 2014, elle devient ambassadrice du Pakistan en Australie, dont le siège est à Canberra. Elle est également agréée pour couvrir diplomatiquement la région du Pacifique, dont les îles Fidji, la Papouasie-Nouvelle-Guinée, les îles Salomon et le Vanuatu. À son poste, elle met l'accent sur le renforcement des relations bilatérales entre son pays et l'Australie, notamment sur les sujets liés à la sécurité, dl'agriculture, l'éducation et l'économie. En 2016, elle est la première diplomate pakistanaise à se rendre aux îles Salomon. Elle y établit des relations diplomatiques officielles entre le Pakistan et cet État. En avril 2018, elle inaugure le consulat général du Pakistan à Melbourne.
En février 2018, l'Australian Broadcasting Corporation révèle qu'un Pakistanais nommé Shahid Mahmood a travaillé comme domestique dans sa résidence à Canberra en étant sous-payé,. L'ambassade rejette alors catégoriquement ces accusations, les considérant comme « sans fondement » et politiquement « motivées ». Elle quitte finalement son poste quelques jours après le déclenchement de la polémique.
Elle est également engagée pour l'interdiction mondiale des armes chimiques. Elle devient ainsi la première civile et la première femme à accéder à la tête de l'Autorité nationale pakistanaise sur la mise en Œuvre de la Convention sur l'interdiction des armes chimiques[Quand ?].
Au delà de sa carrière de diplomate, Naela Chohan est membre du conseil d'administration de l'Organisation pakistanaise pour l'emploi outre-mer, de l'Inter State Gas System Limited et du Central Board of Film Censors (CBFC). En 1998, elle est élue à l'unanimité présidente du Centre pour le développement de la région Asie-Pacifique (APDC) à Kuala Lumpur, poste qu'elle occupe jusqu'en 2000.
Elle est professeure invitée à l'École des études orientales (Escuela de los Estudios Orientales) à l'université del Salvador[Quand ?].

### Défense des droits des femmes

Naela Chohan et l'ancien secrétaire général de l'ONU Boutros Boutros-Ghali à Paris en 2002.

Parallèlement à sa carrière diplomatique, Naela Chohan est une ardente défenseure des droits des femmes. Elle s'engage notamment par la voie artistique. L'une de ses œuvres, intitulée Souffrance, est exposée au siège parisien de l'UNESCO, depuis son inauguration par Boutros Boutros-Ghali lors de la Journée internationale des femmes en 2002. 
Le bureau de l'UNESCO de la planification stratégique pour les femmes et l'égalité des sexes décrit[Quand ?] son travail comme « une réflexion sur la position des femmes dans la société, sur leur analphabétisme, sur leur autonomisation économique, sur la contribution des femmes à la société et sur la discrimination qu'elles rencontrent ». 
Une autre de ses œuvres, Enlightenment (1999), est exposée de façon permanente au musée de l'Héritage islamique à Kuala Lumpur (Malaisie). Elle a été inaugurée par la Première dame malaisienne Endon Mahmood en 1999. 
D'autres grandes expositions de son travail ont eu lieu à Paris (2002), Buenos Aires (2011) et Ottawa (2008), cette dernière ayant été inaugurée par la Première dame canadienne Laureen Harper,.

### Vie privée
Naela Chohan est l'épouse du diplomate Musa Javed Chohan (en), ambassadeur du Pakistan en Malaisie (1997-2001), ambassadeur du Pakistan en France (2001-2003), représentant permanent de son pays auprès de l'UNESCO (2001-2003) et ambassadeur du Pakistan au Canada (2007-2009).